# 野村萬齋
野村萬齋（日语：／ Nomura Mansai，1966年4月5日—）是一名日本狂言師，屬於和泉流的六世野村萬藏家系。狂言師二世野村萬作與詩人阪本若葉子之長子，狂言師六世野村萬藏之孫。出生於東京都，本名野村武司。東京藝術大学音樂學部邦樂科畢，主修能樂。曾任東京大學、御茶水女子大學、東京藝術大學講師。2002年起出任世田谷公共劇場藝術總監。

## 經歷
- 1970年　
  - 初次登上舞台演出「靭猿」劇目。時年三歲。
- 1974年  
  - 初次參加海外公演，於夏威夷演出「井杭」。
- 1981年　
  - 第一次演出「三番叟」之「千歳」。
- 1984年　
  - 第一次演出「三番叟」之「翁」。
- 1985年　
  - 初次參加電影的演出。演出黑澤明執導的電影「亂」，飾演鶴丸一角。（當時尚未襲名萬齋，以武司之名擔任演出）
  - 赴澳洲公演。
- 1986年　
  - 參加「香港藝術學院舞蹈節」及「台北國際舞蹈節」赴香港及台北演出。
  - 第一次演出狂言「奈須與市語」。
- 1987年　
  - 初次參與演出新作狂言的演出。（渡邊守章導演之「葵上」）
  - 開始主辦狂言之會「ござる乃座」，每年舉辦兩次。
- 1988年　
  - 第一次演出狂言「釣狐」。
- 1989年  
  - 參加「日本傳統藝術訪華團」赴中國北京、洛陽、西安等地演出。
  - 赴前蘇聯公演。
- 1990年　
  - 演出渡邊守章執導舞台劇「哈姆雷特」，飾演哈姆雷特。
- 1991年  
  - 出任東京大學（文化表象論）講師。
  - 演出新作狂言「法螺侍」。（劇作家：高橋康也，改編自莎劇「The Merry Wives of Windsor」）並巡迴至英國卡爾地夫及倫敦。
  - 第一次演出大曲「金岡」。
- 1993年  
  - 演出Robert Lepage執導舞臺劇「暴風雨」（莎劇），飾演艾瑞爾一角。
- 1994年　
  - 承襲曾祖父・五世萬造的隱居名－萬齋，成為二世野村萬齋。
  - 初次演出電視劇。演出NHK大河劇「花之亂」，飾演細川勝元一角。
  - 開辦「新宿狂言」系列節目，結合劇場設計所做的演出，每年舉辦一次。
  - 參加亞維儂藝術節（Festival d'Avignon），主演勅使河原宏執導的「スサノオ」。
  - 受日本文化廳派遣藝術家在外研修制度，赴英國留學ㄧ年，在皇家莎士比亞劇團學習莎劇。是首位申請該制度的傳統藝能人士。
  - 擔任御茶水女子大學（舞蹈教學學科）外聘講師。
- 1995年
  - 留學歸國，舉行襲名公演。
  - 執導新作狂言「梅之木」。
- 1996年　
  - 與勝田千惠子結婚。
  - 第一次演出狂言「花子」。
- 1997年　
  - 第一次主演狂言「木六駄」。
  - 演出NHK連續電視小說「安久利」，飾演望月榮助一角。
  - 執導舞台劇「藪之中」（改編自芥川龍之介同名小說）能樂堂版，並與大藏流茂山家共同演出。
  - 開辦「狂言工作坊」。
  - 長女彩也子誕生。
- 1998年
  - 與父野村萬作、野村萬之介、石田幸雄等人發起「野村狂言座」，每年舉行四次公演。
  - 擔任東京藝術大學（音樂學部邦樂科）外聘講師。
- 1999年　
  - 演出舞臺劇「子午線の祀り」，飾演平知盛一角。
  - 執導舞台劇「藪之中」劇場版，並與大藏流茂山家共同演出。
  - 長子裕基誕生。
- 2000年　
  - 演出NHK正月時代劇「蒼天之夢」（司馬遼太郎原作），飾演高杉晉作一角。
  - 演出大藏流茂山家的狂言「唐相撲」。（「唐相撲」為狂言中需最多演出者之劇目，因此到了現代幾乎成為茂山家的專演劇目；於2002年舉行封箱公演。）
- 2001年　
  - 主演及執導新作狂言「錯誤的狂言」。（劇作家：高橋康也，改編自莎劇「The Comedy of Errors」）並赴英國倫敦環球劇院（Global Theatre）參加JAPAN FESTIVAL 2001。
  - 長女野村彩也子初次登上舞台演出「靱猿」。
  - 主演及執導舞臺劇「RASHOMON」。（劇作家：安住恭子，改編自芥川龍之介作品羅生門、偷盜及藪之中）
  - 初次主演電影。演出瀧田洋二郎執導的電影「陰陽師」，飾演安倍晴明一角。
- 2002年
  - 演出蜷川幸雄執導舞臺劇「伊底帕斯王」，飾演伊底帕斯一角。
  - 就任世田谷公共劇場藝術監督一職。
- 2003年　
  - 開始演出NHK兒童節目「遊戲學日語」。
  - 演出Johnathan Kent執導舞臺劇「哈姆雷特」，飾演哈姆雷特一角，並巡迴至英國倫敦。
  - 長男野村裕基初次登上舞台演出「靱猿」。
  - 演出瀧田洋二郎執導電影「陰陽師Ⅱ」，飾演安倍晴明一角。
  - 與父野村萬作、子野村裕基赴美國舊金山、紐約、波士頓作「狂言三代」公演。
- 2004年　
  - 再次與蜷川幸雄合作演出舞臺劇「伊底帕斯王」，飾演伊底帕斯一角，並赴希臘雅典古代劇場Herod Atticus作文化奧運的演出。
  - 在世田谷公共劇場推出「狂言劇場」，每年舉辦一次。
- 2005年
  - 再演「子午線の祀り」（木下順二原作）中的平知盛一角。
  - 執導、演出「敦－山月記．名人傳」，內容取自於作家中島敦的作品，於世田谷公共劇場公演。
- 2006年
  - 赴香港參加國際演藝協會（ISPA）第二十屆國際會議，並於會議中參加以「傳統的蛻變-劇場」為題的討論。
  - 再演「敦－山月記．名人傳」，於世田谷公共劇場及全國各地公演。
  - 再度主演「釣狐」。
- 2007年
  - 二女誕生。
  - 執導並演出舞台劇「國盜人」，劇本改編自莎士比亞「理查三世」（河合祥一郎編劇），在世田谷公共劇場演出。
  - 與父野村萬作、子野村裕基赴美國紐約作「井杭」公演。
- 2008年
  - 演出NHK時代劇「鞍馬天狗」（大佛次郎原作），且於其中飾演同名角色。
  - 演出蜷川幸雄所執導舞台劇「わが魂は輝く水なり－源平北越流誌」，飾演齋藤實盛一角，於東京東急文化村Theatre Cocoon公演。
  - 於東京大學研究所綜合文化研究科、教養學部擔任兼課講師。
  - 演出TBS電視台「あの戦争は何だったのか 日米開戦と東条英機」之昭和天皇。
- 2010年
  - 擔任朝日電視台「SmaSTATION!!」特別來賓。
  - 主演「浮士德的悲劇」之浮士德博士。
  - 企劃、監修「現代能樂集V〜「春獨丸」「俊寬」「愛的鼓動」」。
- 2011年
  - 演出電影「無用男之城」之成田長親。原訂於同年上映，但因東日本大震災而延期至2012年秋天上映。
  - 演出三谷幸喜編劇、導演的舞台劇「bedge pardon」，飾演留學英國中的夏目漱石一角。
  - 演出本田技研工業電視廣告「HONDA Fit10周年特別仕樣車」篇、「Honda LIFE特別仕樣車」篇。
  - 擔任文部科學省日本UNESCO國內委員會委員。
- 2012年
  - 演出NHK週六連續劇「負けて、勝つ 〜戦後を創った男・吉田茂〜」之近衛文麿一角。
  - 主演栗山民也導演之「藪原檢校」之藪原檢校一角，於世田谷公共劇場演出。
- 2013年
  - 配音吉卜力工作室製作的動畫電影『風起』之卡普羅尼一角。
- 2015年
  - 主演富士電視台的新春特別篇『東方快車謀殺案』（改編自阿嘉莎·克莉斯蒂之同名作品），演出日本版的赫丘勒·白羅，角色名為勝呂武尊。
  - 再主演栗山民也導演之「藪原檢校」，於世田谷公共劇場演出。
- 2016年
  - 首次主演時裝電影『Scanner讀取記憶碎片的男人』飾演仙石和彥一角。於2016/04/29日本上映。
  - 首次演出動態捕捉角色『正宗哥吉拉』之哥吉拉一角。2016/07/29上映。
- 2017年
  - 主演古裝電影『花戰』（花戦さ）飾演主角日本插花名家—池坊專好。於2017年日本上映。
- 2018年
  - 主演富士電視台的特別篇『羅傑疑案 黑井戶命案』，故事改編自偵探小說女王阿嘉莎·克莉絲蒂名作「羅傑‧艾克洛命案」，演出日本版的赫丘勒·白羅，角色名為勝呂武尊。
- 2019年
  - 與父親及長子於台灣高雄衛武營國家藝術文化中心演出。[1]
  - 主演池井戶潤原作小說同名電影「七個會議」主角八角民夫。[2]
- 2020年
  - 擔任2020年東京奧運開閉幕式表演的首席創意執行總監。[3]
  - 同年12月因奥运会推迟举办和疫情原因而辞去奥运会开闭幕式的创意总监职务。
- 2021年
  - 出演日本朝日電視台《Doctor-X，外科醫・大門未知子》第七季，飾演本部長蜂須賀隆太郎，有傳染病魔人之稱。[4]
- 2023年　
  - 演出NHK大河劇「怎麼辦家康」，飾演今川義元一角。
- 2024年　
  - 演出TBS電視台日曜劇場《反英雄》，飾演檢座伊達原泰輔一角。

## 獲獎經歷
- ELAN D'OR特別獎
- 1997年橋田賞新人獎
- 日刊體育報助演男演員獎（NHK連續電視小說「安久利 」）
- 第15回日劇學院賞助演男演員獎（NHK連續電視小說「安久利 」）
- Best Dresser獎（文化部門）
- 日本文化廳藝術祭演劇部門新人獎 （舞台劇「藪之中」 導演」）
- 日本文化廳藝術祭演劇部門優秀獎 （「花子」）
- 讀賣演劇大賞－優秀男演員獎（「子午線之祀」「伊底帕斯王」）
- 藍絲帶獎（電影）－主演男演員獎（電影「陰陽師」主演）
- 第25屆日本電影金像獎新人演員獎・優秀主演男演員獎（電影「陰陽師」主演）
- 藝術選獎文部科學大臣新人獎（傳統藝術部門：狂言「髭櫓」、朗讀「弟子」）
- 第40屆紀伊國屋演劇獎－個人獎（「敦－山月記、名人傳」導演、構成）
- 第5屆朝日舞台藝術獎－舞台藝術獎（「敦－山月記、名人傳」導演、構成、演出）
- Montblanc國際文化獎
- 第36屆日本電影金像獎優秀主演男演員獎（電影「無用男之城」主演）[5]
- 2013年度Best Father黃絲帶獎

## 著作
- 「萬斎でござる」
  - 野村萬齋著。朝日新聞社1999年出版。2001年由同社出版文庫本。
- 「野村萬斎写真集」　
  - アシェット婦人畫報社1999年出版。
- 「狂言サイボーグ」 
  - 野村萬齋著。日本經濟新聞社2001年出版。
- 「日本の伝統芸能はおもしろい(3) 野村萬斎の狂言」
  - 小野幸惠著、野村萬齋監修。岩波書店2002年出版。
- 「狂言三人三様　第1回　野村萬斎の巻」 
  - 野村萬齋、土屋惠一郎合著。岩波書店2003年出版。
- 「野村萬斎 What is 狂言？」
  - 網本尚子監修、解說。檜書店2003年出版。
- 「MANSAI◎解体新書」
  - 野村萬齋著。朝日新聞出版社2008年出版。

## 外部連結
- 野村萬作・萬齋　官方網站 （页面存档备份，存于）
- Mansai Nomura在互联网电影资料库（IMDb）上的資料（英文）